# Orthotrichum elegans
Orthotrichum elegans är en bladmossart som beskrevs av Schwaegrichen in Richardson 1823. Orthotrichum elegans ingår i släktet hättemossor, och familjen Orthotrichaceae. Inga underarter finns listade i Catalogue of Life.